# Fred Kolberg
Frederick William Kolberg, detto Fred (Anaheim, 13 novembre 1900 – Portland, 21 maggio 1965), è stato un pugile statunitense.

## Palmarès

### Olimpiadi
- Bronzo a Anversa 1920 nei pesi welter.